# No Doubt
No Doubt (в перекладі з англ. «Без Сумніву») — американський рок-гурт, заснований в 1986 році у місті Анахайм, Каліфорнія. Найбільшу популярність здобув після виходу альбому Tragic Kingdom.

## Історія
Гурт був заснований у 1986 році Еріком Стефані (англ. Eric Stefani) і Джоном Спенсом (англ. John Spence), і спочатку називався Apple Core. Ерік виступив клавішником, а Джон — вокалістом. Також, як вокалістку другого плану Стефані запросив свою сестру Гвен Стефані (англ. Gwen Stefani). Декілька місяців колектив шукав музикантів, а потім репетирував. Незабаром молода рок-команда почала грати на вечірках, виконуючи різні хіти і деякі власні пісні.
Першим музикантом, який приєднався до гурту став басист Тоні Кенел (англ. Tony Kanal). Це сталося в березні 1986 року після одного з концертів. Раніше Тоні грав джаз і був добре освічений в музичному плані. Маючи ще й адміністраторські здібностями, він взяв на себе обов'язки менеджера.
Несподіванкою для всіх стало самогубство вокаліста гурту 21 грудня 1987 року. Джон Спенс застрелився в міському парку. «No Doubt» («безсумнівно», «немає сумнівів») — був його улюбленим виразом. Ця подія стала потрясінням для всіх учасників гурту. Тоді всю відповідальність за вокал взяла на себе Гвен. Навесні 1989 року до гурту вступив гітарист Том Дюмонт (Tom Dumont), додавши тяжкості звучанню, а місце за барабанами влітку 1989 року займає Едріан Янг (англ. Adrian Young), збрехавши гурту, що має великий стаж (насправді він грав лише один рік).
Контракт на запис дебютного альбому гурт підписав в серпні 1991 року з компанією Interscope Records. У той же час всі учасники No Doubt продовжують навчатися в коледжах і працювати: Гвен і Тоні — продавцями, Едріан — офіціантом в закусочній, Том спеціалізувався в роботі з музичним обладнанням.
Новий альбом, названий просто «No Doubt», з'явився на прилавках магазинів у березні 1992-го. Продаж йшов мляво, а місцева радіостанція «KROQ» відмовилася від ротації пісень у своєму ефірі. Колектив починає двотижневе турне по Заходу США в підтримку свого альбому. Вся дорожня команда (п'ять членів гурту, духова секція з 3-х осіб, технік, дорожній менеджер / звукооператор) і апаратура поміщаються в двох невеликих фургонах.
Влітку 1992 року знімається перший кліп гурту на пісню «Trapped In A Box». Незабаром через незадовільні продажі Interscope відмовляється продовжувати співпрацю з No Doubt, але, попри це, музиканти вирішують випустити наступний альбом самостійно. Запис відбувався у трьох різних місцях, в тому числі в гаражі будинку Стефані на Бікон Стріт (Beacon Street). На честь цієї вулиці альбом і отримав свою назву — «The Beacon Street Collection». Диск вийшов в середині 1995 р., але через відсутність контракту і належної підтримки не з'явився у великих магазинах і чартах, а поширювався на концертах і через місцеві магазини в містечках, де проходили гастролі. Interscope, помінявши своє рішення, запропонували гурту записати кілька демозаписів, а згодом і альбом. No Doubt починає працювати над новими піснями, але, незадовго до завершення роботи, гурт залишає Ерік Стефані, продовживши свою творчу діяльність художника-мультиплікатора в серіалі «The Simpsons».
Третій альбом під назвою «Tragic Kingdom» вийшов у жовтні 1995 року. Запис відбувався частинами в 11 різних студіях і об'єднував такі стилі, як ска, нью вейв, панк та поп. Спочатку цей диск також не викликав великого інтересу, але через кілька місяців, в січні 1996 р., альбом дебютує в Billboard Top 200 під # 175, а пісня «Just A Girl» займає 10 позицію. Завдяки цьому No Doubt запросили в популярне вечірнє телешоу, де вони виконали пісню «наживо» в прямому ефірі. Ще одна композиція — «Spiderwebs» в червні 1996 р. займає # 5 в тому ж Billboard, після чого починається перше велике турне по Європі, а потім і по Австралії, Новій Зеландії, Індонезії та Японії. Після семи років роботи No Doubt нарешті стають всесвітньо відомими і виходять на велику сцену вже як хедлайнери. У липні 1996 р. альбом «Tragic Kingdom» став «платиновим», а в серпні — двічі «платиновим».
У листопаді 1996 р. балада «Don't Speak» сягає 2-ї і 1-ї позиції в різних категоріях Billboard. На цьому ж тижні продається близько 230 000 копій альбому, а на наступному, Різдвяному, понад 500 000. Обсяг загального продажу складає до кінця 1996 р. 6 млн екземплярів. Альбом залишиться # 1 ще 9 тижнів і 36 тижнів в десятці найкращих. На хвилі цього успіху No Doubt вирушають в наступне велике турне найбільшими містами, виступаючи в найбільших концертних залах.
У січні 1997 р. No Doubt номіновані на American Music Awards в категорії «Favourite New Artist pop / rock». Попри те, що премію вони не отримали, для молодих музикантів це було великим досягненням. Через місяць була номінація на Grammy Awards в категоріях «Best Rock Album» і «Best New Album», але знову ні одна нагорода їм не дістається. 4 вересня 1997 відеокліп на пісню «Don't Speak» перемагає в номінації «Best Group Video» на врученні премій MTV Video Music Awards. Також збільшуються обсяги продажів першого альбому «No Doubt», і 21 жовтня 1997 року Interscope Records знову випускає «The Beacon Street Collection» зразка 1995 року. У листопаді випускається перше концертне відео «Live In The Tragic Kingdom» — півторагодинний виступ в залі «The Arrowhead», Анахайм.
На початку 1998 року після практично безперервної серії концертів гурт приступає до роботи над наступним студійним альбомом. Це зайняло тривалий час, протягом якого музиканти беруть участь у церемоніях нагороджень, записують пісню «New» для саундтрека до фільму «Go», а Гвен підспівує різним виконавцям і робить кавер- версії.
Заради турне по заходу США No Doubt перериває студійну роботу у вересні 1999 року, a кілька нових треків колектив записав у студії пізніше.
1 січня 2000 року, відразу ж після бою курантів, музиканти виконують свою нову пісню «Ex-Girlfriend» і кавер гурту R.E.M. «It's the End of the World as We Know It» в прямому ефірі MTV.
Тим часом починається перший в житті гурту спланований промоушен нового альбому. В ротацію на радіо надходить пісня «Ex-Girlfriend», а трохи пізніше на MTV заявляється кліп на цю композицію, прем'єра якого проходить 7 лютого. Слідом за цим гурт з'являється в декількох телешоу на MTV, NBC та VH1.
11 квітня 2000 р. під назвою «Return Of Saturn» виходить новий альбом музикантів, через тиждень на MTV з'являється наступний ролик на пісню «Simple Kind Of Life».
No Doubt вирушають в двомісячне турне Штатами на підтримку альбому, який у червні стає «платиновим». Після американського туру в серпні знімається відео на пісню «Bathwater», а в вересні гурт їде до Європи, Японії і Австралії.
Далі No Doubt висуваються на VH1 / Vogue Fashion Awards:
1. Відео «Ex-Girlfriend», як Most Stylish Video (найстильніше відео);
2. Відео «Simple Kind Of Life», як Most Visionary Video (найвидовищніше відео);
3. Most Stylish Band (найстильніший гурт).

Гурт перемагає в першій номінації. Водночас (жовтень 2000 р.) з'являється інформація про те, що в кінці року No Doubt можуть приступити до роботи над наступним альбомом, хоча незабаром після виходу «Return Of Saturn» гурт заявив, що не планує випускати ще один альбом. Це було сприйнято мало не як заяву про швидкий розпад колективу.
В Листопаді No Doubt висуваються на My VH1 Music Awards в двох категоріях: «Best Live Act» і «Givin 'It Back». Нічого не отримують, але грають «наживо».
Альбом «Return Of Saturn» номінований на Grammy Awards в категорії «Best Rock Album» разом з «Crush» — Bon Jovi, «There Is Nothing Left To Lose» — Foo Fighters, «Mad Season» — Matchbox Twenty і «The Battle Of Los Angeles» — Rage Against The Machine.
Гурт висувається на California Music Awards у номінаціях «Outstanding Rock / Pop Album» (Видатний поп / рок альбом), «Outstanding Punk Rock / Ska Album» (Видатний панк рок / ска альбом) і «Outstanding Group» (Видатний гурт).
Незадовго до початку 2001 року гітарист Tom Dumont підтвердив, що гурт збирається записати новий альбом: «Я б описав напрямок, в якому ми рухаємося, як суміш танцювального регі, європейського синтезованого попа, і» пафосного «року а'ля» Final Countdown «гурту Europe.» — сказав він.
Серед продюсерів альбому «Rock Steady» значилося чимало відомих імен: Prince, Неллі Хупер (Nellee Hooper), Вільям Орбіт (William Orbit), Sly & Robbie, Steely & Clive, Рік Очазек (Ric Ocasek). Альбом, виданий наприкінці 2001 року, став відродженням ска, але використав і елементи регі. Хіт-сингл «Hey Baby», який очолив першу десятку Billboard Hot 100, підготував добрий ґрунт для диска. «Rock Steady» дебютував в чарті Billboard на 9 позиції, а його тираж тільки в США перевищив два мільйони примірників.
2002-й стає роком великого концертного марафону. Гурт багато їздить, на розігріві виступають Garbage, Faint і Distillers, а самі No Doubt відкривають концерти американської частини світового туру Rolling Stones. Читачі журналу «Rolling Stone» називають No Doubt найкращим гуртом року.
Попри деяке затишшя в гастрольно-студійної активності No Doubt, у гурту, а особливо у вокалістки, багато новин. У лютому 2003 року каліфорнійці стали володарями ще однієї премії Grammy — за найкращий вокальний поп-виступ дуету або гурту (сингл «Hey Baby»). Навесні два нові кліпи, «Underneath It All» і «Hella Good», отримали відразу вісім номінацій MVPA Awards, з яких рівно половина звернулася в блискучі статуетки: крім усього іншого, No Doubt здобули премію в категоріях «найкраща артрежисура» і «Найкращі зачіски».
Гвен тим часом дебютувала на великому екрані, зігравши роль зірки Голлівуду 30-х Джин Харлоу у фільмі «Авіатор», присвяченому долі фінансового магната і кінопродюсера Говарда Хьюза (Howard Hughes). Режисером фільму був Мартін Скорсезе.
Поки музиканти No Doubt відпочивали після виходу «Rock Steady», Гвен Стефані звернулася до Тоні Кенела за допомогою в продюсуванні її сольного проєкту. З 2000-го по 2004-й Гвен одночасно займалася творчою діяльністю в колективі і поза ним. З 2004-го по 2009-й рік всі учасники No Doubt займалися своїми власними творчими проєктами. Гвен Стефані як сольний виконавець записала два альбоми, отримала Греммі. Але після випуску другого сольного альбому The Sweet Escape співачка захотіла повернутися в No Doubt. Як запевняє Гвен, вона скучила за колективною творчістю і має намір реанімувати кар'єру No Doubt, навіть якщо заради цього їй доведеться пожертвувати своїми індивідуальними проєктами. "Не думаю, що випущу хоча б ще один сольний альбом, — заявила співачка в інтерв'ю MTV в листопаді 2006-го. — Не хочу нічого загадувати, але мені виразно хотілося б повернутися до No Doubt і знову записатися з хлопцями, замість того щоб випускати ще один диск з танцювальною музикою ".
У 2009 році No Doubt провели перше турне за п'ять років, а також записали кавер-версію пісні Adam and the Ants «Stand and Deliver» для популярного американського телесеріалу «Пліткарка».
До запису нового, шостого студійного альбому No Doubt приступили у травні 2010-го року. Дата релізу багато разів відкладалася і затягнулася аж до 25 вересня 2012 року.

## Учасники гурту

### Діючий склад гурту
- Гвен Стефані — вокал
- Том Дюмонт — гітара, клавішні
- Тоні Кенел — бас-гітара
- Едріан Янг — барабани, перкусія

### Сесійні музиканти
- Стівен Бредлі — клавішні, труба
- Гебріел МакНейр — клавішні, тромбон

### Колишні учасники
Джон Спенс — спів-засновник, вокал (1986—1987)
- Ерік Стефані — клавішні, гітара (1986—1995)
- Джеррі МакМехон — гітара (1986—1988)
- Кріс Вебб — барабани (1986—1989)
- Кріс Ліл — бас-гітара (1986—1987)
- Алан Мід — труба, вокал (1986—1988)
- Тоні Мід — саксофон (1986—1988)
- Гебріел «Papa Gallo» Гонзалез II — труба (1986—1990)
- Пол Кейслі — тромбон (1987—1990)
- Ерік Карпентер — саксофон (1988—1994)
- Дон Наммерстед — труба (1990—1992)
- Алекс Хендерсон — тромбон (1991—1993)
- Філ Джордан — труба (1992—1995)

## Дискографія

### Альбоми
- 1992 No Doubt
- 1995 The Beacon Street Collection
- 1995 Tragic Kingdom
- 2000 Return Of Saturn
- 2001 Rock Steady
- 2003 The Singles 1992-2003
- 2012 Push And Shove

### Сингли
- 1997 Don't Speak
- 1997 Just A Girl
- 1997 Excuse Me Mr.
- 1997 Spiderwebs
- 1997 Sunday Morning
- 1999 New
- 2000 Bathwater
- 2000 Ex Girlfriend, Pt. 1
- 2000 Ex Girlfriend, Pt. 2
- 2000 Ex-Girlfriend
- 2000 Simple Kind Of Life
- 2002 Hella Good
- 2002 Hey Baby
- 2002 Underneath It All
- 2002 Running
- 2003 Bathwater remix
- 2003 It's My Life
- 2012 Settle Down
- 2012 Push And Shove